# ويلارد إم. ميتشيل
ويلارد إم. ميتشيل هو مهندس معماري كندي، ولد في 14 فبراير 1879 في سانت جون في كندا، وتوفي في 15 يونيو 1955.